# NGC 6775
NGC 6775 est un groupe d'étoiles situé dans la constellation de l'Aigle,. L'astronome britannique John Herschel a enregistré la position de ce groupe le 21 juillet 1827.
Les bases de données NASA/IPAC, Simbad et HyperLeda indiquent qu'il s'agit d'un amas ouvert. NGC 6775 est aussi mentionné comme un amas ouvert dans un article publié en 2011. Selon cette publication, son âge serait de 900 millions d'années. NGC 6775 est absent du site WEBDA consacré aux amas ouverts.  
Les amas ouverts survivent en général quelques dizaines ou centaines de millions d'années, car la gravité de l'ensemble n'est pas suffisamment grande pour retenir les étoiles et elles finissent par se disperser dans la Voie lactée. Il est donc peu probable que NGC 6773 soit un amas ouvert.